# Ekaterina Antropova
Ekaterina Mikhailovna Antropova (ros. Екатерина Антропова / Jekatierina Antropowa, ur. 19 marca 2003 w Akureyri) – włoska siatkarka pochodzenia rosyjskiego, grająca na pozycji atakującej.
Urodziła się w Akureyri na Islandii, ale potem przeprowadziła się wraz z rodzicami do rosyjskiego Petersburga. Próbowała swoich sił w gimnastyce artystycznej i tańcu, ale jej wzrost stanowił przeszkodę w dalszym trenowaniu. Jej miłość do siatkówki trwa od najmłodszych lat. W wieku 15 lat wraz z rodzicami przeprowadziła się do Włoch. Jej ojciec, Michaił Antropow, mieszkał na Islandii z żoną Olgą w latach 2000-2003. Mieszkali w Sauðárkrók, gdzie Michaił grał w tamtych latach w koszykówkę z drużyną Tindastóla. Jej matka była piłkarką ręczną, grała jako bramkarka.
Od 3 sierpnia 2023 oficjalnie została obywatelką Włoch.

## Sukcesy klubowe
Puchar Challenge:
- 2022[7]

Puchar CEV:
- 2023[8]

Liga włoska:
- 2024[9]

Liga Mistrzyń:
- 2025[10]

## Sukcesy reprezentacyjne
Liga Narodów:
- 2024[11], 2025[12]

Igrzyska Olimpijskie:
- 2024[13]

## Nagrody indywidualne
- 2022: MVP finału Pucharu Challenge
- 2023: MVP finału Pucharu CEV